# Lange Gasse 21 (Quedlinburg)

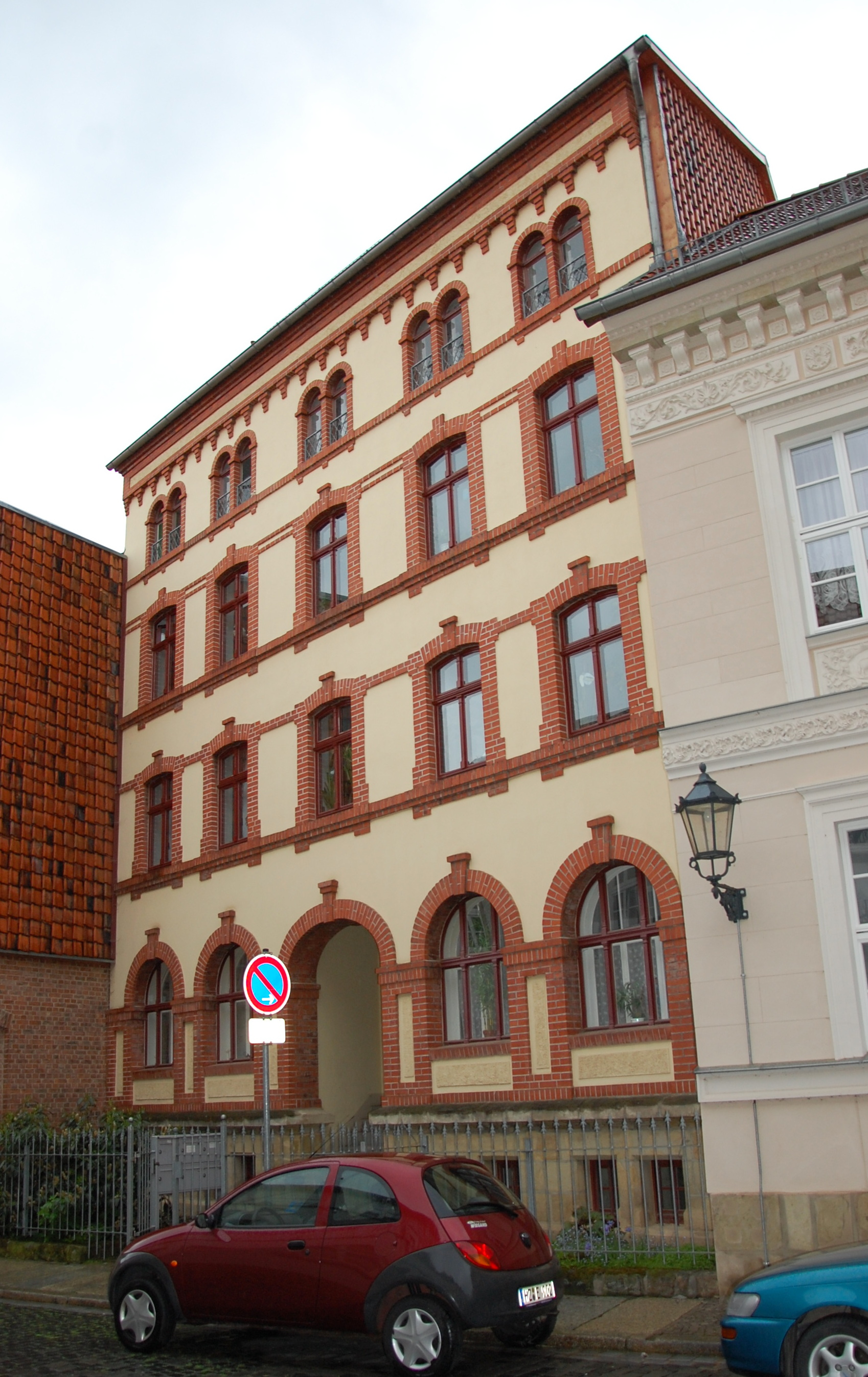
Haus Lange Gasse 21

Das Haus Lange Gasse 21 ist ein denkmalgeschütztes Gebäude in Quedlinburg in Sachsen-Anhalt.

## Lage
Das im Quedlinburger Denkmalverzeichnis als Wohnhaus eingetragene Gebäude befindet sich im Quedlinburger Stadtteil Westendorf, östlich unterhalb der Quedlinburger Stiftskirche. Östlich grenzt das gleichfalls denkmalgeschützte Haus Lange Gasse 20, westlich das Haus Lange Gasse 22. Die Front des Hauses ist von der Flucht der benachbarten Gebäude zurückgesetzt.

## Architektur und Geschichte
Das viergeschossige, aus Ziegeln errichtete Gebäude entstand in der Zeit um 1880. Zuvor befand sich auf diesem Grundstück das um 1688 von Martin Lange in Fachwerkbauweise errichtete Predigerhaus der Schlossgemeinde. Auf ihn verwies die Inschrift M. MARTIN LANGE ZIM. Die verputzte Fassade ist im Rundbogenstil gestaltet. Fenster und Türen des Hauses sind barocken Ursprungs und wurden in diesem Haus wiederverwendet.
Der den Vorgarten umgrenzende Zaun stellt noch die originale Einfriedung dar.